# Kathedrale von San Luis Potosí

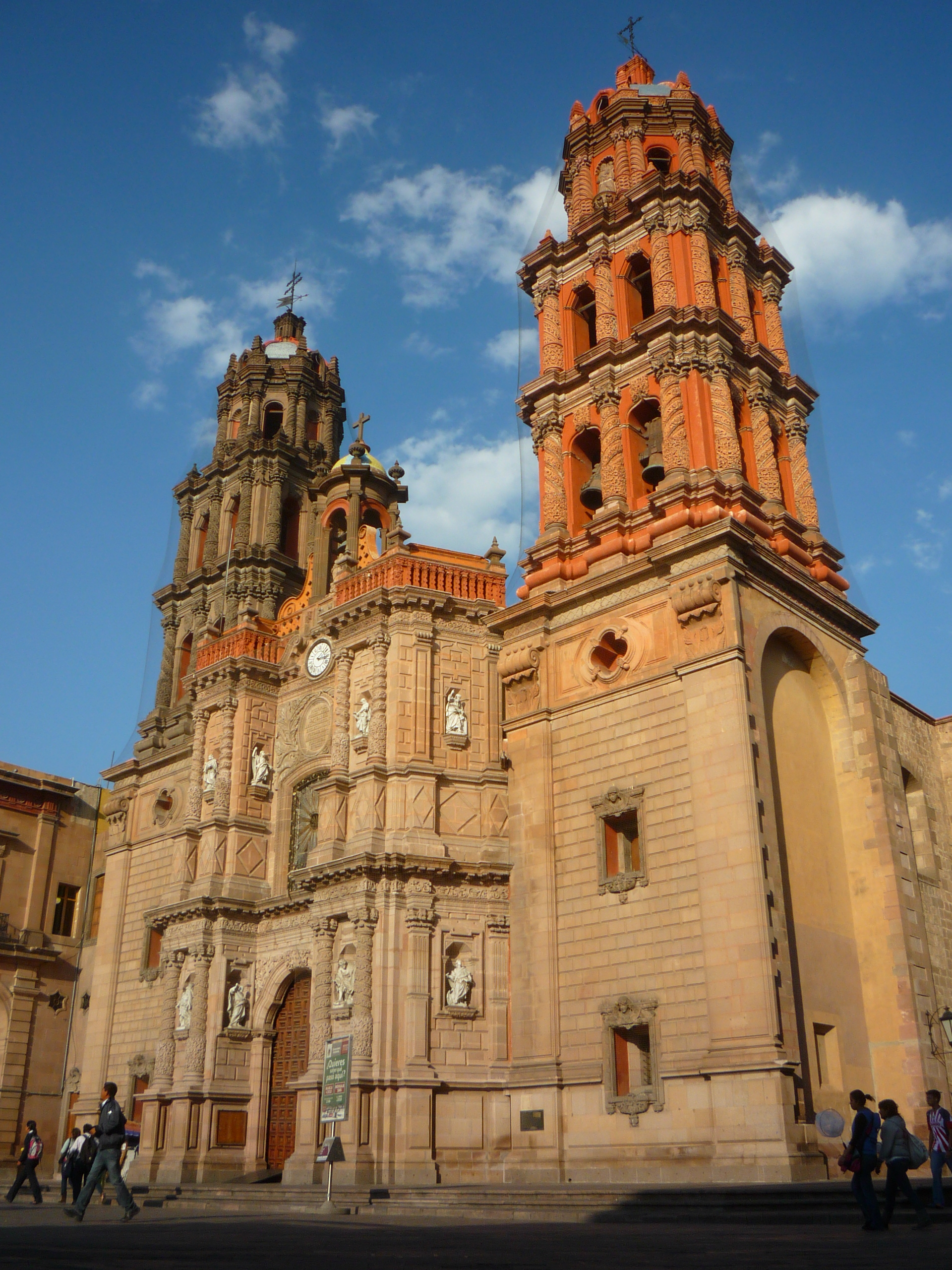
Kathedrale von San Luis Potosí

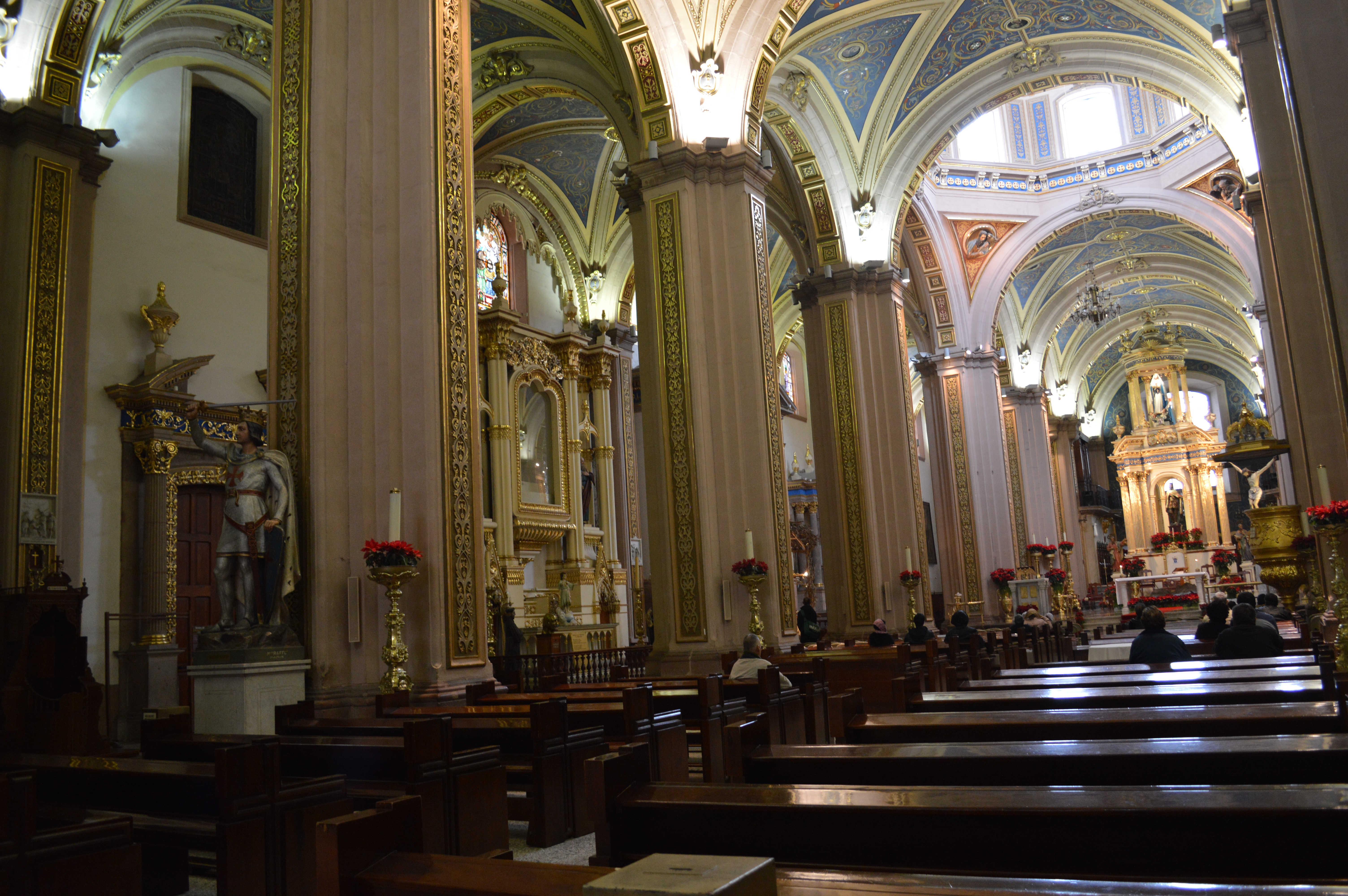
Langhaus der Kathedrale

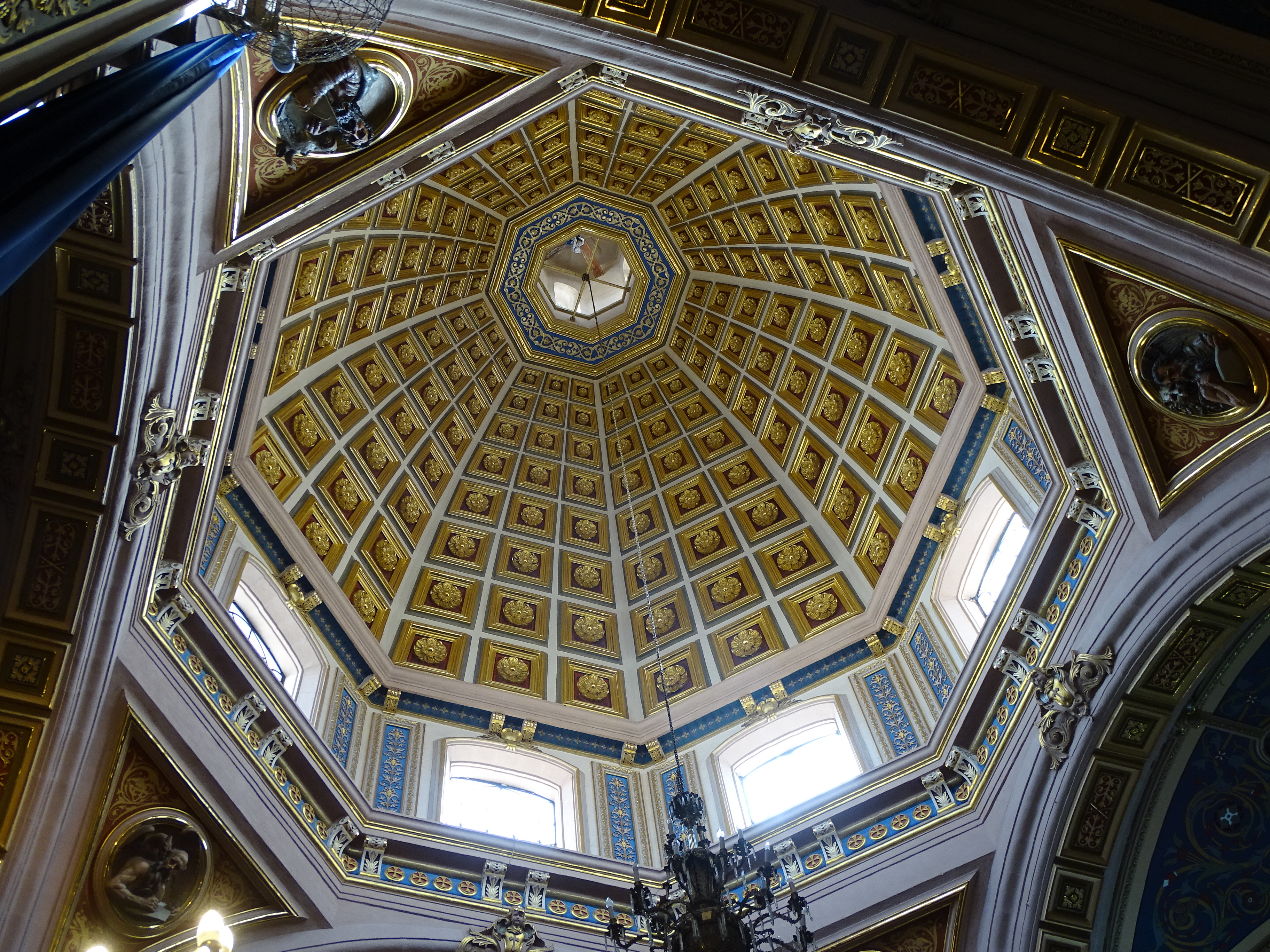
Vierungskuppel mit Kassettengewölbe und Laterne

Die Kathedrale von San Luis Potosí ist der bedeutendste Kirchenbau der Großstadt San Luis Potosí im nördlichen Zentralmexiko. Sie ist dem heiliggesprochenen französischen König Ludwig IX. geweiht und ist Sitz des Erzbistums San Luis Potosí. Das historische Zentrum der Stadt mitsamt der Kathedrale wurde im Jahr 2010 als Teil des Camino Real de Tierra Adentro von der UNESCO als Weltkulturerbe eingestuft.

## Lage
Die ca. 1850 m hoch gelegene Stadt San Luis Potosí liegt im mexikanischen Hochland ca. 350 km (Luftlinie) nordwestlich von Mexiko-Stadt. Die heutige Kathedrale steht an der nahezu quadratischen Plaza de Armas, dem politischen und wirtschaftlichen Zentrum der Stadt.

## Geschichte
Zwei Vorgängerbauten wurden abgerissen, bevor man um das Jahr 1670 mit den Arbeiten an einem Neubau begann, der im Jahr 1730 fertiggestellt wurde. Zu dieser Zeit war San Luis Potosí durch die Silbererzgewinnung in der Umgebung zwar eine reiche Stadt, aber noch lange kein Bischofssitz; dieser entstand erst im Jahr 1854 und wurde erst im Jahr 1988 zum Erzbistum erhoben.

## Architektur
Die Kirche wurde im Stil des Barock errichtet, was insbesondere an der Fassade deutlich wird, deren Mittelteil aus der Flucht des Baukörpers hervortritt: Hier und an den beiden Türmen finden sich ausschließlich gedrehte Salomonische Säulen sowie 12 Apostelfiguren aus Carrara-Marmor. Während die unteren Teile der beiden seitlichen Glockentürme nahezu schmucklos sind, zeigen die drei Obergeschosse eine reiche Gliederung und einen Wechsel vom viereckigen zum achteckigen Grundriss. Beide Türme enden in einem kleinen Laternenaufsatz.
Die drei gleich hohen Schiffe im Innern der Hallenkirche enden in flachgeschlossenen Apsiden. Bemerkenswert ist die auf einem durchfensterten Tambour ruhende und mit einer Laterne abschließende kassettierte Kuppel über der Vierung.

## Ausstattung
Der weitaus größte der Teil der Ausstattung stammt aus dem 19. und beginnenden 20. Jahrhundert.

## Bedeutung
Die heutige Kathedrale von San Luis Potosí steht sowohl geschichtlich als auch architektonisch in einer Reihe mit den Großkirchen der Silberstädte Taxco, Zacatecas, Chihuahua und anderen.